# Zaječice
Zaječice (en allemand : Sajetschitz) est une commune du district de Chrudim, dans la région de Pardubice, en République tchèque. Sa population s'élevait à 1 024 habitants en 2022.

## Géographie
Zaječice est arrosée par la Ležák, un affluent de la Novohradka, et se trouve à 8 km au sud-est de Chrudim, à 16 km au sud-sud-est de Pardubice et à 106 km à l'est-sud-est de Prague.
La commune est limitée par Honbice au nord, par Řestoky, Chrast et Horka à l'est, par Smrček au sud, et par Žumberk, Bítovany et Orel à l'ouest.

## Histoire
La première mention écrite du village date de 1319.

## Administration
La commune se compose de deux sections :
- Studená Voda
- Zaječice

## Galerie

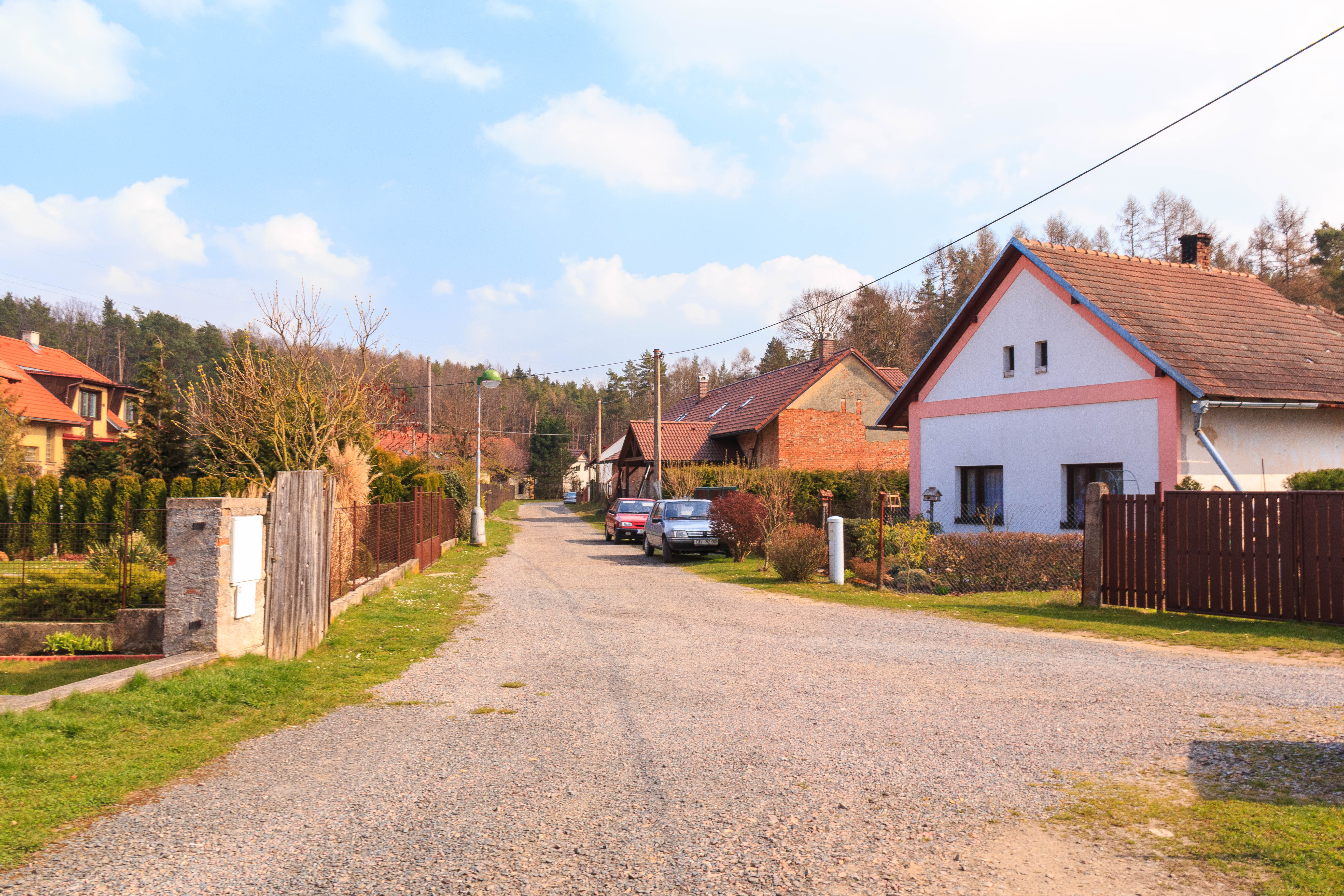
Studená Voda.
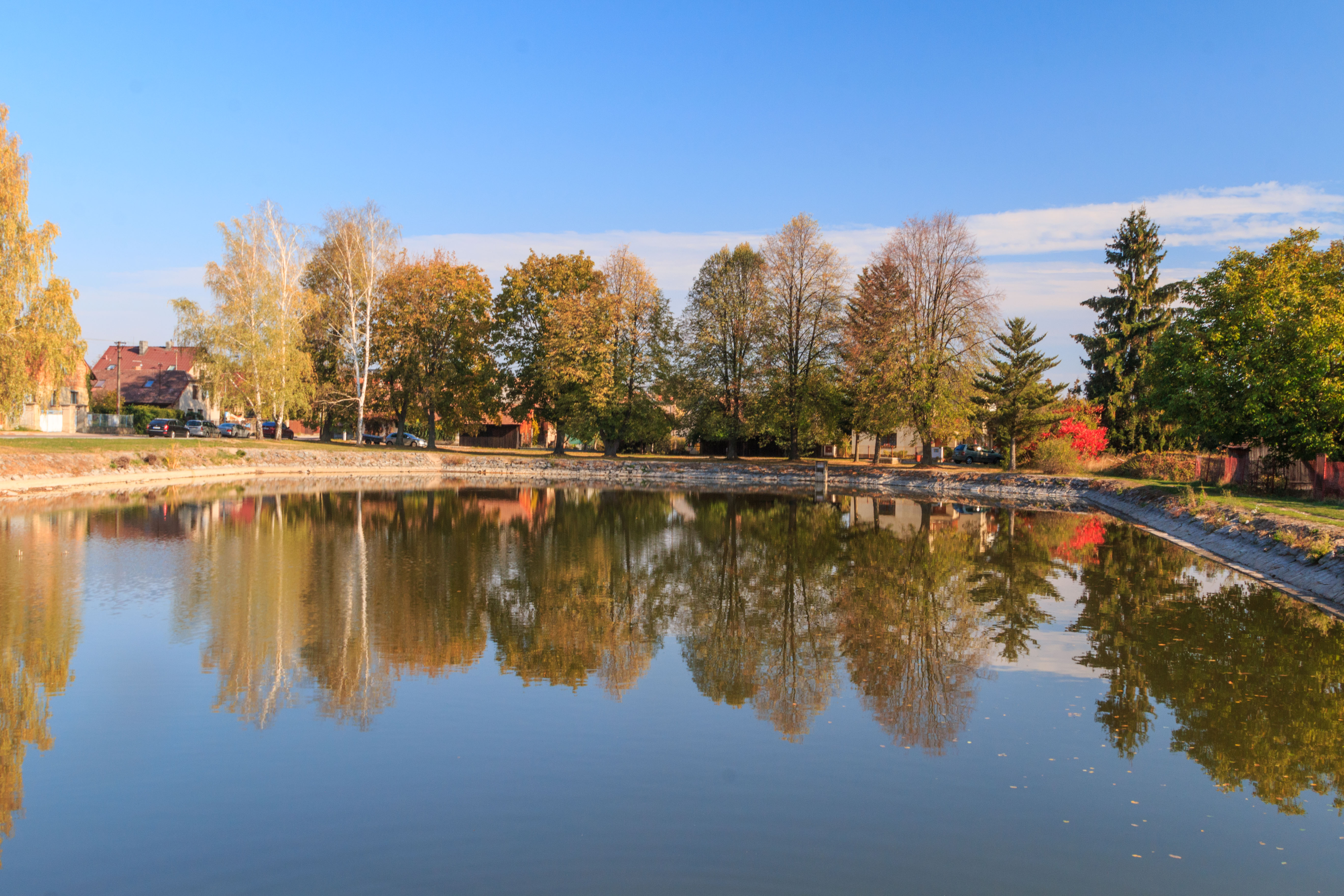
Étang à Zaječice.

## Transports
Par la route, Zaječice se trouve à 8 km de Chrudim, à 19 km de Pardubice et à 131 km de Prague. 